# Oxbridge
Oxbridge – słowo powstałe w wyniku kontaminacji dwóch nazw: „Oxford” i „Cambridge”. „Oxbridge” oznacza wspólnie dwa uniwersytety w Wielkiej Brytanii: University of Oxford oraz University of Cambridge. W języku angielskim występuje zarówno jako rzeczownik, jak i przymiotnik. 
Słowa „Oxbridge” jako pierwszy użył William Makepeace Thackeray w powieści Dzieje Pendennisa w 1849, nazywając w ten sposób fikcyjną miejscowość akademicką. W tej samej książce autor wprowadził także słowo „Camford”, ale nie uzyskało ono popularności.